# Astra 1K
Astra 1K – satelita telekomunikacyjny należący do SES ASTRA – operatora satelitów Astra. Satelita został zbudowany przez Alcatel Space w oparciu o model Spacebus-3000B3S i w chwili startu był największym cywilnym satelitą, jaki wówczas zbudowano. Wyposażony był w 52 transpondery w paśmie Ku i dwa transpondery w paśmie Ka. Próba umieszczenia satelity na orbicie zakończyła się niepowodzeniem.